# Kanton Le Mée-sur-Seine
Der Kanton Le Mée-sur-Seine war von 1992 bis 2015 ein französischer Wahlkreis im Arrondissement Melun im Département Seine-et-Marne und in der Region Île-de-France; sein Hauptort war Le Mée-sur-Seine.

## Gemeinden
Der Kanton umfasste fünf Gemeinden:
| Gemeinde             | Einwohner Jahr | Fläche km² | Bevölkerungsdichte | Postleitzahl | Code INSEE |
| -------------------- | -------------- | ---------- | ------------------ | ------------ | ---------- |
| Boissettes           | 442 (2013)     | –          | – Einw./km²        | 77350        | 77038      |
| Boissise-la-Bertrand | 1159 (2013)    | –          | – Einw./km²        | 77350        | 77039      |
| Cesson               | 9568 (2013)    | –          | – Einw./km²        | 77240        | 77067      |
| Le Mée-sur-Seine     | 20713 (2013)   | –          | – Einw./km²        | 77350        | 77285      |
| Vert-Saint-Denis     | 7154 (2013)    | –          | – Einw./km²        | 77240        | 77495      |

## Bevölkerungsentwicklung
| 1962 | 1968 | 1975 | 1982   | 1990   | 1999   | 2006   | 2011   |
| ---- | ---- | ---- | ------ | ------ | ------ | ------ | ------ |
|      |      |      | 26.981 | 37.422 | 37.725 | 36.510 | 38.302 |